# ГЕС Фессенайм
ГЕС Фессенайм — гідроелектростанція у Франції на Верхньому Рейні. Входить до складу рейнського каскаду, знаходячись між ГЕС Оттмарсайм (вище по течії) та Вогельгрюн. Хоча ця ділянка річки є кордоном між Німеччиною та Францією, остання за умовами Версальського договору має права на її одноосібне господарське використання, що, зокрема, реалізовано за допомогою відведення рейнської води у Великий Ельзаський канал перед станцією Кембс.
Канал розділено невеликим острівцем на дві протоки, у правій з яких спорудили греблю руслової ГЕС, а в правій два судноплавних шлюзи. Останні мають довжину у 185 метрів та ширину 23 та 12 метрів.
Машинний зал обладнано чотирма турбінами типу Каплан загальною потужністю 166 МВт. При напорі у 15,7 м вони забезпечують виробництво понад 1 млрд кВт-год електроенергії на рік. Введена в експлуатацію у 1956 році, ГЕС Фессенайм стала третьою за часом спорудження та найпотужнішою серед французьких гідроелектростанцій на Рейні.
Управління станцією здійснюється з диспетчерського центру, розташованого на ГЕС Кембс.